# 몽골의 청년세대
2022년 만 15-34세의 몽골의 청년 인구는 약 101만 6,859명으로 전체 인구의 29.8%를 차지한다. 특히 2009년에는 인구 전체 비율 중 약 40%가 19세 미만이었다. 2014년, 인구 증가율은 약 1.37% 증가한 것으로 보고되었다. 이러한 청년 인구의 꾸준한 증가는 노동 연령 인구를 확대한다는 점에서 긍정적인 시사점을 지닌다. 이렇게 구축된 인적 자본은 경제 발전을 촉진할 수 있는 새로운 시작 점이 된다.

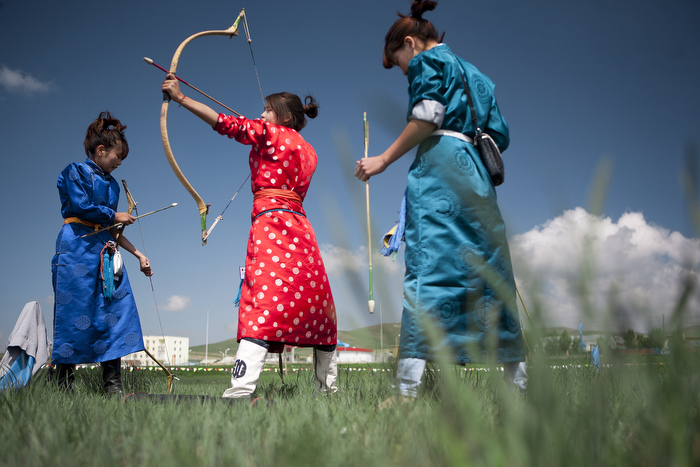
양궁 사격을 준비하는 젊은 몽골 여성들

몽골 의회는 2004년 국가 인구 개발 정책을 채택하여 몽골의 경제적 미래에 대해 논의하기 시작했다. 이 정책은 청소년 및 청소년 개발에 관한 몽골 국가 프로그램은 청소년을 15세에서 34세 사이로 제한하고 있으며,  청소년을 건강한 시민으로 만들 수 있는 기회와 서비스를 제공하는 것을 목표로 한다. 몽골은 개발도상국에서 경제 개발도상국으로 발전하는 과정에 있다. 인간 개발 지수( Human Development Index )에 따르면 몽골의 상황은 최근 몇 년 동안 개선되고 있지만 경제 부문의 민영화로 인해 인간 빈곤 지수( Human Poverty Index ) 순위는 더욱 하락했다는 것을 알 수 있다.
몽골의 정치 구조는 1206년 건국 이후 자주 변화했다. 1992년 민주주의로 전환하면서 몽골은 청소년을 위한 정책을 수립하기 시작했다. 1990년 아동의 권리에 관한 협약을 최초로 비준한 국가 중 하나가 되었고, 2000년과 2013년에 각각 두 번째와 세 번째 선택의정서에 서명했다. 몽골의 많은 법률과 정책은 몽골 청소년의 삶을 보호하고 더 나은 삶을 위해 노력하고 있음을 알 수 있다. 성인의 법적 연령은 18세이며, 몽골 청년들은 18세부터 투표를 하고 법적 권한을 가질 수 있다. 1992년 소련의 위성 국가에서 주권 국가로의 전환은 몽골 청년들의 삶에 중대한 구조적 변화를 가져왔다. 주권 국가로의 전환으로 인해 교육, 고용, 의료 서비스에 대한 접근성이 높아졌다.

## 교육
시장경제로의 전환은 몽골 교육 시스템과 노동 시장에 지대한 영향을 미쳤다. 공식 교육 시스템은 유치원, 초등, 중등 및 고등 교육으로 구성된다. 소련 모델에 따르면 몽골 교육 시스템은 10년의 학교 교육을 필요로 한다. 현재 교육 시스템은 5+4+3 구조다. 이는 4년의 초등 교육, 4년의 기초 또는 불완전 중등 교육, 마지막으로 2년 동안 중등 교육 이수를 의미한다. 몽골 헌법, 교육법 및 초등 및 중등 교육에 관한 법률은 8년 간의 의무 교육을 시행하고 있으며 교육비는 무료로 규정하고 있다.

### 성별
1990년 이전에는 교육 수준이 현재보다 높았다. 시골과 도시의 소년들은 낮은 기술력을 요구하는 저임금 일자리를 얻기 위해 학교를 그만두는 경향이 있다. 세계보건기구(WHO)는 2007년에 8,775명의 학령기(초등학교에 입학해야 할 나이, 한국 기준 8세) 아동이 학교에 다니지 않는다는 사실을 발견했다. 이 8,775명의 아동 중 59.1%는 소년이었고 이 비율의 91.3%는 농촌 지역의 소년이었다. 시골 소년들은 가족이 소를 가축하는 것을 도와야 하기 때문에 소녀들에 비해 교육을 전혀 받지 않거나, 의무 교육 미만을 받을 가능성이 2배 가량 더 높았다. 성불평등 지수에 따르면 초등 교육(GPI=0.97)에 더 많은 소년이 등록되어 있지만 중등 교육(GPI=1.08) 및 고등 교육(GPI=1.54)에 더 많은 소녀가 등록되어 있음을 알 수 있다. 부모는 어린 소녀의 미래를 보장해주기 위해 학교에 보내는 경향이 있는 반면, 어린 소년은 열악한 노동 환경에서 일을 배우며 가업을 이어할 가능성이 더 높다.

### 도시와 농촌
농촌과 도시 환경의 교육 수준에는 격차가 존재한다. 농촌 지역의 청소년 중 6.4%가 교육을 받지 못하고 있는데 이는 도시 청소년에 비해 3배 나 높은 수치다. 시장 체제로의 전환은 협력적인 농촌 분위기의 붕괴 이후 많은 빈곤 농촌 가구가 경제적 어려움을 겪게 했다. 이는 문맹률과 중도탈락률이 높아진 원인이기도 하다.
지역적 제약은 교육의 유용성에 영향을 미치며, 일반적으로 농촌 지역에 교육적 타격이 발생한다. 더불어 통계에 따르면 부모와 자녀의 학력 사이에는 높은 상관 관계가 있는 것으로 나타난다. 부모의 교육 수준에서 비롯된 자본은 자녀의 인적 자본 형성과 직접적인 상관 관계가 있다. 방대한 자본을 가진 청소년은 학업을 계속하기 위해 더 큰 행정 도시에 있는 센터로 이동할 수 있다. 뿐만 아니라 대부분의 고등 교육 및 대학은 몽골의 수도인 울란바토르와 같은 대도시에서만 이용할 수 있다.

## 노동 및 고용

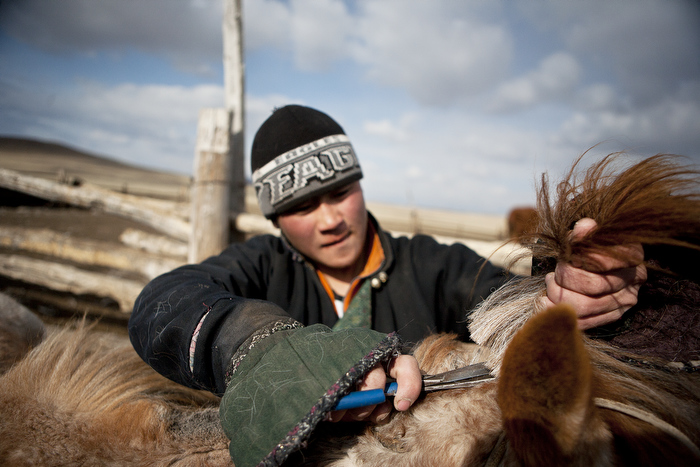
시골 청년들은 소를 몰기 전에 말을 돌본다.

노동법과 사회복지노동부에 따르면 몽골 청년은 만 15세부터 부모의 허가를 받아 합법적으로 일할 수 있다. 또한 만 14세 이상은 직업 훈련과 취업이 가능하다. 노동법에 따르면 18세 미만은 주당 40시간, 36시간 근무가 가능한 것을 알 수 있다.
몽골 청년들에게 문화적으로 적합한 일자리는 거의 찾아볼 수 없으며, 이는 도시 지역의 높은 청년 실업률과 농촌 지역의 생산성이 매우 낮다는 것을 의미한다. 자본주의로의 전환 이후 민간 부문의 성장은 더디게 진행되었기 때문에 도시 지역의 청년 실업률이 증가했다. 결과적으로 많은 가구가 학교를 그만두고 농업 부문에 취업하는 청년들에게 의지하고 있다.
2006년 학교에서 직장으로의 전환 조사에 따르면 조사 대상 청년 중 22.8%가 실업자로 고용청에 등록된 것으로 나타났다. 같은 조사에서 청년의 66.1%는 무급 가족 종사자로 취업했고, 23.9%는 유급 근로자, 8.3%는 자영업자, 0.9%는 아르바이트, 0.9%는 취업했지만 결근했음을 알 수 있다. 두 개의 일자리 중 한 개만이 임금을 받는 일자리이며 도시의 청년들이 더 일반적으로 보유하고 있다. 젊은 여성은 도시 지역에서 자영업을 할 가능성이 더 높은 반면, 젊은 남성 자영업자는 농촌 지역에 더 많다. 고용 기회에 성별 격차가 존재하며, 젊은 남성이 여성보다 실업률이 더 높다. 젊은 연령대의 여성은 교육 수준이 높기 때문에 실업률이 낮고 결과적으로 더 높은 장기 실업률을 보인다.
학업 훈련은 기술 교육 및 직업 기술보다 선호 되며 이로 인해 무역 분야의 직업들이 채워지지 않는 결과를 초래했다. 전체적으로 직업 학위를 가진 청년의 경우  실업율이 15.3%로 낮았고, 고등 학위를 가진 청년의 실업률은 11.6%였다. 미성년자 고용은 특히 목축 및 광업 분야의 농촌 지역 사회에서 흔하다. 미성년 도시 청소년은 일반적으로 제조업과 같은 비공식 시장에서 열악한 노동 조건에서 일할 가능성이 있다. 2009년에 56,000명의 5-17세 아동이 노동에 종사했고, 43,000명의 15세 미만의 아동 노동 종사자, 13,000명의 15-17세 아동 노동 종사자가 위험한 작업에 참여했다.

## 건강
성과 생식 건강, 담배 및 알코올 사용, 전염병 및 환경 관련 건강 문제와 관련된 주제들은 몽골 청소년의 주요 관심사다. 그 밖의 모든 의료 및 병원 서비스는 무료이며 건강 관리는 국가의 통제 하에 있다.
세계보건기구 (WHO)는 몽골 전역에 9개의 청소년 친화적 클리닉을 설립하고 지원한다. 의료진과 클리닉 직원들은 심리 사회적, 영양적, 질병 예방 및 건강의 성적인 측면에 대한 예방 메시지를 홍보하는 '청소년 오리엔테이션 패키지'에 대해 교육을 받는다. 해당 클리닉은 청년 친화적인 진료소였지만, 공간이 부족하고 접근이 쉽지 않았으며 청소년이 접근하기 편리한 시간대에 문을 열지 않았다. WHO 2002 보고서에 따르면 설문에 응한 청소년의 34%는 이러한 클리닉에서 받는 의료 서비스가 불충분하다고 두려워하고 있으며, 조사 대상 청소년의 57.3%는 의료 종사자가 열악한 서비스를 제공할 뿐만 아니라 건강 문제에 부주의했다고 보고했다.

### 성과 생식 건강
2008년 생식 건강 설문 조사에 따르면, 조사 대상 15-19세의 16.7%가 성관계를 가진 적이 있다고 응답했다. 5.0%는 14세에서 16세 사이에 첫 성관계를 가졌고, 11.7%는 17세에서 19세 사이였다. 이는 2003년 생식 건강 조사(Reproductive Health Survey)와 대조 되는 것으로, 11세에서 13세 사이에 처음으로 성관계를 가진 청소년이 보고되지 않았다. 남성의 평균 첫 성관계 연령은 16.8세, 여성은 18.9세였다. 이러한 결과는 농촌 지역과 도시 지역 모두에서 청소년에 대해 유사했다.
세계보건기구의 조사에 따르면 피임약에 대한 청소년들의 지식은 높은 반면 사용은 낮은 것으로 나타났다. 15세에서 19세 사이에 조사된 1044명의 청소년들 중 92.7%는 현대적 방법에 대한 지식을 가지고 있었고, 3.7%는 현재 남성 콘돔, IUD, 알약을 사용하고 있었으며, 33.5%는 피임약이 무료로 배포된다는 것을 알고 있었다고 보고했다. 조사 전 한 달 동안 성관계를 했다고 신고한 여성의 피임약 사용량은 31.8%가 콘돔을 사용했고, 미혼 여성의 56.8%가 콘돔을 사용했으며, 농촌 여성의 16.7%에 비해 도시 여성의 39.7%가 콘돔을 사용했다고 보고했다.
2002년 형법과 1998년 보건법에서 볼 수 있듯이 청소년 성 및 생식 보건에 관한 법률은 두드러진다. 2002년 형법은 16세 미만의 미성년자와의 성관계는 처벌하고 비의료적 조건에서의 낙태나 비전문가에 의한 낙태는 처벌하도록 규정하고 있다. 1998년 보건법에 따르면 "법에 명시된 자격 있는 의료 전문가에 의해 요구되는 의료 조건에서만 수행되는 낙태"가 허용된다.

### 담배와 술
2010년 글로벌 스쿨에 기반한 학생 건강 설문 조사 보고서에 따르면, 13-15세의 남학생의 82.9%와 여학생의 70.5%가 14세 이전에 담배를 피운 적이 있다는 설문 결과가 나타났다. 현재 청소년 흡연자 중 86.5%는 금연하기를 원했고, 65.3%는 금연을 위해 도움을 받았다. 같은 조사에 따르면 청소년의 80%가 공공 장소에서 흡연을 금지해야 한다는 데 동의했다. 2005년의 새로운 담배법에 따라 청소년은 담배를 사고파는 것이 금지되어 있다. 술에 관한 법률은 2000년에 개정되어 21세 미만의 미성년자에게 술을 판매하는 것을 금지했다. 2005년 글로벌 스쿨에 기반한 학생 건강 조사와 2000년 청소년 요구 평가 조사에 따르면 15-19세의 평균 알코올 소비량이 가장 높음을 알 수 있다. 또한 도시 청소년은 시골 청소년보다 2배 더 많은 알코올을 마셨음을 알 수 있다. 2010년 글로벌 스쿨에 기반으로 한 학생 건강 조사에 따르면 청소년의 79.4%가 한 달에 한 번 이하로 술을 마신 적이 있다고 응답했다. 15~19세 응답자 중 남성의 70.8%, 여성의 86.7%가 작년에 술을 마시지 않았다고 답했는데, 이는 2005년 보고서 이후 크게 감소했음을 알 수 있다.

### 감염성 질병
세계보건기구(WHO)는 몽골을 성병 발병률이 낮은 국가로 분류했지만 위험 환경이 증가하고 있다. 인구의 약 절반이 23세 미만이며, 이는 성적으로 활동적인 청소년을 가장 취약한 인구로 만든다. 유엔 자원 봉사 프로그램인 2007-2009년 몽골의 취약계층 중 STI & HIV/AIDS 예방은 예방과 인식 방법이 성적으로 활동적인 청소년을 대상으로 맞춤화되지 않았다고 보고한다. 이 프로젝트의 주요 목표는 위험한 성적 행동을 줄이고 청소년의 예방 문제를 해결하는 프로그램을 개발하는 것이었다. 2010년 유엔 총회 특별회의 보고서는 청소년의 절반 이상이 HIV에 걸릴 위험이 없다고 느꼈고, 4분의 1은 자신이 낮은 위험에 처해 있다고 생각했다고 보고했다.

### 환경 건강
몽골의 체계적 환경영향평가는 열악한 환경 관리와 행동이 몽골 어린이들의 환경 위험 요인 및 건강 악화에 대한 노출을 증가 시켰다고 밝혔다. 연구 결과는 실외 및 실내 공기 오염, 금속, 담배 연기 및 기타 화학 독소에 대한 상당한 노출로 인해 청소년들의 호흡기 질환과 신경 발달 장애가 흔하다는 것을 보여준다.

## 민족성
몽골은 다양한 유목 제국, 청 왕조 및 소련에 의해 통치 되어 왔다. 많은 문화의 혼합은 그들의 민족성과 전통적인 유목민 생활 양식으로 젊은이들의 정체성에 영향을 미쳤다. 또한 시장 경제로의 전환은 급속한 도시화 와 현대 청년 정체성의 변화를 가져왔다.
몽골의 인구 통계에 따르면 몽골인 집단은 인구의 약 95%를 차지한다. 몽골 민족과 부족의 하위 분류는 20가지가 넘는다. 가장 큰 민족 그룹은 Khalkha, Buryats 및 Oirats족이 있다. 소련 통치가 해체된 후 몽골 카자흐 청년과 그 가족의 거의 절반이 새로운 경제적 생계 수단을 찾기 위해 몽골을 떠났다. 이 젊은이들 중 다수는 전통적인 가축 목동이었고 성 역할에 순응할 것으로 기대되었다; 카자흐스탄으로의 이동은 암울한 것으로 드러났고 2000년에는 몽골로 이주한 3분의 1 이상이 다시 돌아왔다.
스티븐 해럴(Steven Harrell)의 저서, 중국의 민족 국경에 대한 문화적 만남( Cultural Encounters on China's Ethnic Frontiers )은 몽골 유산에 대한 동일시가 농촌과 도시 청소년에 따라 다르다는 것을 보여준다. 목가적인 농촌 몽골 젊은이들은 그들의 유목 생활 방식을 몽골 정체성의 기본 토대라고 생각한다. 비모노골족과 한족의 경계는 몽골어와의 동일시를 통해 농촌 청년들에 의해 만들어졌다. 도시의 젊은이들은 민족 교육을 문화 공간을 만들고 몽골 인구 전체에 대한 그들의 공통된 신화적 역사와 가족 관계를 이해하기 위한 방법으로 보고 요구했다.